# Валовища
Вижте пояснителната страница за други значения на Демир Хисар.
Вало̀вища или Вало̀вище, също Демир Хисар, или Демирхисар (на гръцки: Σιδηρόκαστρο, Сидирокастро, катаревуса: Σιδηρόκαστρον, Сидирокастрон, на турски: Demirhisar) е град в Гърция, в област Централна Македония, център на дем Синтика, както и на Валовищката епархия.

## География
Валовища се намира на 25 километра северно от Сяр и на 15 километра от граничния контролно-пропускателен пункт Кулата – Промахон (Драготин) на българо-гръцката граница на Европейски път E79, свързващ Орадея и Солун. Градът е разположен в Сярското поле между планините Сенгелска (Ангистро) и Шарлия (Врондос). Построен е амфитеатрално в западното подножие на хълма Хисар. През града минава река Белица (Крусовитис) или Крушевската река, ляв приток на Струма, която го разделя на две части, свързани с няколко красиви моста – Калканис, по името на инженера, който го е построил и Ставрос (на гръцки кръст), защото от него на Богоявление се хвърля кръстът в реката. Край града има минерални бани, които са известни с лековитите си свойства.

## История

### Етимология
Според Йордан Н. Иванов името е от по-старо *Бѣловища от личното име *Бѣло с обичайна замяна на българско б с гръцко β, сравними са Вержани < Брежани, Вич < Бич. Патронимът може да е и от личното име Вало. Йордан Заимов също смята, че е от Бѣловища с обичайна графична замяна на б с β. Гръцката форма Βαλαβίστα се обяснява чрез асимилация на Βαλο- в Βαλα-.
Според академик Иван Дуриданов обаче наличието на селищни имена Valići в Хърватия, Валице, Ваљево, Ваљевац в Сърбия насочвак етимологията към първоначален патроним на -ишти < -itji Валовишти от фамилното име Валов, което идва от личното име Вало, Вальо, умалително на Васил или съкратено от Валерий, сравнимо е старочешкото Valek.
Жителското име е вало̀вищя̀нин, вало̀вищя̀нка, вало̀вищя̀не.

### Античност
В гръцката историография традиционно до началото на XXI век е застъпено становището, че първите засвидетелствани обитатели на региона през Античността са тракийското племе синти, за които споменават Омир, Херодот и Тукидид. Античните автори наричат областта Синтика, а неин център е град Хераклея Синтика. В 2002 година е доказанано, че Хераклея Синтика е античният град при село Рупите, Петричко.

### Средновековие
През Средновековието Валовища е гранична крепост между България и Византийската империя, която често попада в границите ту на едната, ту на другата държава. Според гръцките историци именно в околностите на Валовища при село Рупел се е състояла решителната битка при Клиди през 1014 година между войските на българския цар Самуил и византийския император Василий II Българоубиец. Затова и след влизането на областта в Гърция село Рупел е прекръстено на Клиди.
Името Валовища се споменава в една дарителска грамота за светогорския манастир Космидион на император Алексий I Комнин от 1081 година. Византийската писателка Анна Комнина пише, че в 1106 или началото на 1107 година император Йоан II Комнин на път за Солун минал през град Валависта (Βαλαβίστα), където се родили синът му Алексий Комнин и дъщеря му Мария Комнина. През 1246 година във Вагависта (Βαγαβιστα) император Йоан III Дука Ватаци приел делегация от мелнишки първенци, желаещи да предадат града на Никейската империя.
През втората половина на XIV век градът влиза във феодалното владение на деспот Иван Углеша със столица Сяр. Крепостта пада в ръцете на османските турци на 20 септември 1383 година.

### В Османската империя
През XVII век Валовища е център на вилает. В османски данъчни регистри на немюсюлманското население от 1616 – 1617 година е отбелязано, че махалата Чаршу на град Тимур хисаръ има 82 джизие ханета (домакинства), а махалата Капу-и Сивроз – 193 джизие ханета. В средата на XVII век през града минава османският пътешественик Евлия Челеби, който пише, че Демирхисар е средище на каза и има 1600 покрити с керемиди, едноетажни и двуетажни каменни къщи. Крепостта му е непристъпно каменно съоръжение, но е изоставена. Всички жители живеят в долния град.
През XVIII и XIX век във Валовища има значително българско население, което носи името мърваци. Тъй като районът е богат на природни изкопаеми – желязо, лигнит, манган, мед, доломит, мрамор – населението се препитава предимно с рударство и железарство, откъдето идва и името на града – Сидирокастро и Демир Хисар означават желязна крепост.
Една султанска заповед от 1751 година сочи Валовища като център на хайдутство. В края на XVIII век аянинът на Валовища води независима политика и участва активно в кърджалийските размирици.
Гръцкият просвещенец Атанасиос Псалидас пише в своята „География“ (1818 - 1822), че Демир Исар е населяван от „турци и българи“. През XIX век на няколко пъти поклоннически групи от града посещават Рилския манастир. През 1844 – 1845 година те внасят в манастирската каса 1115 гроша.
В 1848 година руският славист Виктор Григорович пише в „Очерк путешествия по Европейской Турции“:
| „ | Първо пристигнах във Валовище (Демирхисар), град, разположен в подножието на скалиста планина, чийто връх е украсен от древен замък. След като гостувах на началника Дауд бег, разгледах Вароша, тоест горната част на града, където живеят българите, църквата „Свети Георги“ и училището, където учат на гръцки. | “ |

От втората половина на XIX век във Валовища има българска община и българско училище. През 70-те години във Валовища сред власите и българите патриаршисти се появява клон на Атинския силогос – Дружеството за разпространение на гръцка просвета. На 20 май 1878 година българската община във Валовища се присъединява към Мемоара на българските църковно-училищни общини в Македония до Великите сили с искане за влизане в сила на Санстефанския договор и присъединяване на Македония към България, с подписите на поп Димитър Кърчовски и Иван Гологанов. Българските жители на града участват активно в Кресненско-Разложкото въстание и в революционната дейност на ВМОРО в четата на местния войвода Илия Кърчовалията.
Александър Синве („Les Grecs de l’Empire Ottoman. Etude Statistique et Ethnographique“), който се основава на гръцки данни, в 1878 година пише, че в Демир Хисар (Démir-Hissar), Мелнишка епархия, живеят 120 гърци. Според „Етнография на вилаетите Адрианопол, Монастир и Салоника“ в 1873 година в Демир Хисар (Démir-Hissar) има 640 домакинства – 1000 мюсюлмани, 900 българи и 50 власи.
В 1891 година Георги Стрезов пише за града:
| „ | Градът Валовища (Демир хисар) се пада на СЗ от Сяр на разстояние 4 1/2 часа. Той е сграден на рид и от двата бряга на река Белица, която в самия град минува през твърде високи и скалисти теснини. Двете части на града са съединени с висок каменен мост. В южната част живеят турци; в северната махала живеят власи и българе; тук сградите са по-хубави, по-спретни. Откъм южната страна, отвесно над брега се издига гранитна стена до 100 м. висока. Над нея има развалини от древна крепост „хисар“. Някои местни жители ми са разправяли, че тук някога се бранил български цар. Щом влезеш в града, откъм източната страна има две врати, приковани и издълбани в камъка. Те водили в пространни подруми и пещери. Има и остатъци от църква, която се разпознава. Във Вароша се запазила и една кула. Под хисара са наредени многобройни табакхани. Тоя занаят някогаж цъфтял тук; сега е отпаднал. В търговско отношение Валовища е важен само с пазаря за околията. В града броят до 1100 къщи; между тях 600 тур. и 500 български; власи има само 50 къщи. Ако и да няма нито един грък в този град, той няма българско училище. Власите са взели всичко; те се гърчеят и водят простото българско население. Само че Валовища не е дотам погърчен както Сяр и Мелник; тук поне се запазил българският език. Но гръцките училища работят неуморно. В града гърците поддържат 2 мъжки училища и едно девическо със 184 ученика. | “ |

Според Густав Вайганд в Демир Хисар живеят около 500 души арумъни, които произлизат от западните села на Пинд.
Според Васил Кънчов („Македония. Етнография и статистика“) в началото на XX век Демиръ Хисаръ (Валовища) има 5840 жители, от които 3300 турци, 1200 българи, 450 черкези, 420 цигани, 350 гърци и 120 власи.
В учебната 1897/1898 година главен учител в българското училище във Валовища  е Константин Мавродиев. С идването му тук, учебното дело бележи напредък, а празникът на светите братя Кирил и Методий започва да се се празнува не само от учениците от „Долни Варош“, а от целия град и селата. След Илинденското въстание в 1904 година 30 къщи от Валовища минават под върховенството на Българската екзархия. По данни на секретаря на екзархията Димитър Мишев („La Macédoine et sa Population Chrétienne“) в 1905 година в града има 24 българи екзархисти, 864 българи патриаршисти, 245 гърци, 240 власи и 162 цигани.
От средата на XIX век градът постепенно засенчва традиционния икономически център в северната част на Сярското поле Долна Джумая. В началото на XX век по-голяма популярност в българската културна среда добива официалното турско име на града Демир Хисар. Градът е наричан и Серски Демир Хисар, за да се отличава от областта Демир Хисар, наричана Битолски Демир Хисар.
До началото на Балканската война от 1912 година местната българска община поддържа във Валовища смесена прогимназия с икономически пансион и едно основно училище в които се обучават до 150 ученици. В града има и малка българска църква. Със собствени и екзархийски средства, общината купува голям парцел южно от града за строеж на къщички за българи-преселници от селата. В двора на старото училище през 1910 година започва строеж на триетажна прогимназиална сграда, която до началото на войната е покрита и почти готова. Сградата е построена главно с пожертвуванията на българите от околните села.
Валовища е освободен от четите на Яне Сандански и Александър Буйнов, и 4-та дружина на 50-и полк на Седма пехотна рилска дивизия на генерал Георги Тодоров на 23 октомври 1912 година. Двадесет и четири жители на Валовища, а от цялата каза 338 души постъпват в Македоно-одринското опълчение, прераснало в 1915 година в Единадесета пехотна дивизия. Преди изтеглянето на турските войски от Валовища са убити и изгорени 199 от жителите на града. Димитър Божиков е назначен за заместник-кмет.

### В Гърция
По време на Междусъюзническата война на 25 юни гърците от Валовища под ръководството на гръцкия владика Константин нападат изтеглящите се конвои с обозите и бежанските колони от серските села, тръгнали на север към България. Нападнат е и пристигналият от Сяр санитарен влак. При сблъсъка загиват 250 българи. Българската армия отговаря с огън, като избива 71 гърци, включително владиката Константин и първенецът Томас Папахаризану. 27 юни 1913 година Валовища е зает от гръцката армия и голяма част от българското му население бяга в България. На негово място се заселват гърци, емигрирали от Мелник. Букурещкият мирен договор оставя града в Гърция.
През Първата световна война на 17 август 1916 година Валовища е отново освободен от Седма пехотна дивизия и влиза в Драмската военноинспекционна област. През май 1917 година във Валовища са разкрити гръцки шпионски организации и са възбудени съдебни процеси. През юли след заповед от главната квартира в Кюстендил 3878 „по-събудени гърци“ – свещеници, учители, чиновници от Сярско и Демирхисарско са изселени в България. По Ньойския договор Валовища отново попада в Гърция и след Гръцко-турската война и последвалия я Лозански мирен договор в 1922 година във Валовища се заселват много гръцки бежанци от Понт и Източна Тракия. Между 1913 и 1928 година от Валовищка околия са изселени 10 756 българи, а са настанени 27 187 емигранти от Турция. Според преброяването от 1928 година градът е със смесено местно-бежанско население с 455 бежански семейства с 1697 души. Между двете световни войни най-силни са културните асоциации на мелнишките гърци – женските Възраждане (Αναγέννηση) и Хармония (Αρμονία) и мъжката Контакт на добрата надежда на Мелник (Σύνδεσμος Ευελπίδων Μελενίκου).
След възобновяването на дейността на ВМРО през 1919 година във Валовищко действа четата на Митьо Илиев и Иван Паскалев от Петрово, която се опитва да поддържа духа на останалите българи в Демирхисарско. На 6 август 1925 година четата на ВМРО се сражава с гръцка жандармерия в региона на Валовища. Нови сражения последват и през юни 1927 година, но постепенно гръцките власти успяват да овладеят съпротивата на революционната организация. Преброяването от 1940 година показва 8635 жители.
На 3 май 1941 година след разгрома на Гърция от Нацистка Германия Валовища, под името Демир Хисар влиза в границите на България като околийски център. Въпреки политиката на обезбългаряване и заселването на гърци бежанци от Турция, в Демирхисарска околия все още живеят значителен брой българи. Според извършеното от българските власти преброяване през юли 1941 година в околията живеят 33 800 души, от които 10 820 българи, 22 295 гърци и 685 други. Българските власти насърчават бежанците от 1913 и 1918 година и техните наследници да се връщат в областта и се опитват да принудят гръцките заселници от Мала Азия и Източна Тракия да се изселят или с други думи да се възстанови етническото статукво от 1912 година. Едновременно с това българските власти арестуват и депортират част от гръцкия интелектуален елит в региона и в някои случаи насърчават саморазправи от страна на местните българи с тероризиралите ги дотогава гърци. При следващото преброяване в околията към 1 март 1942 година живеят 13 527 българи, 24 756 гърци, 66 турци и 2777 лица от други националности. Тези статистики отново причисляват гръкоманското население към графата българи.
След излизането на България от Тристранния пакт и обявяването на война на Германия през 1944 година Демир Хисар е окончателно върнат на Гърция. Паравоенните милиции на Андонис Фостеридис – Андон Чауш започват терор над неизтеглилото се с българските войски българско население. В Демир Хисар се разлепят плакати с ултиматум в срок от 10 дни всички българи да напуснат Гърция. Само през юли 1945 година над 4000 души бежанци от Сярско пристигат в Петричко.
Околията на Демир Хисар пострадва значително и по време на Гръцката гражданска война, в която по-голямата част от българското население се сражава на страната на Демократичната армия на Гърция. Според Димитър Влахов, подпредседател на Скупщината на ФНРЮ в 1946 година в Демирхисарска околия има „32,3% македонци“.
След Втората световна война градът, като гранично селищно място пострадва от Студената война и замразяването на търговските отношения между Гърция и България. Започва масова миграция на населението към големите градове в Гърция и към Съдинените щати, Австралия и Канада. Преброяването от 1951 година показва 7182, а това от 1961 – 8177 жители. С разведряването на Студената война през 60-те започва и икономическото съживяване на Сидирокастро, за което особено допринася отварянето на границата през 1965 година Сидирокастро се превръща в разпределителен пункт за вноса на овце и кози от България. Кланиците в града осигуряват основния поминък на населението и работят денонощно. Преброяването от 1971 година показва 6363, а това от 1981 – 6157 жители. В 1991 година Сидирокастро има 5377 жители.
| Име                             | Име                  | Ново име             | Ново име              | Описание |
| ------------------------------- | -------------------- | -------------------- | --------------------- | --- |
| Кара тепе                       | Καρά Τεπέ            | Маври Плая           | Μαύρη Πλαγιά          | възвишение в Шарлия на ЮИ от Валовища и на СИ от Савяк                                                                         |
| Долно Уренли                    | Κάτω Ούρενλή         | Ерипия Като Амбелион | Έρείπια Κατω Άμπελίων | бивше село на ЮИ от Валовища                                                                                                   |
| Мусанджали                      | Μουσαντζαλή          | Халасмата            | Χαλάσματα             | бивше село в Шарлия на ЮИ от Валовища                                                                                          |
| Кавак                           | Καβάκ                | Левкис Рема          | Λεύκης Ρέμα           | река в Шарлия на ЮИ от Валовища                                                                                                |
| Демир Хисар                     | Δεμιρ Ίσάρ           | Кастру               | Κάστρου               | възвишение в Шарлия на ЮИ от Валовища (310,1 m)                                                                                |
| Елан Таш                        | Έλάν Τάς             | Фидокорфи            | Φιδοκορφή             | възвишение в Шарлия на ИЮИ от Валовища                                                                                         |
| Саръ Кая                        | Σαρή Καγιά           | Китринос Врахос      | Κίτρινος Βράχος       | бивше село в Шарлия на И от Валовища                                                                                           |
| Либетрина                       | Λιμπέτριανα          | Елевтерон            | Έλεύθερον             | местност в Шарлия на И от Валовища                                                                                             |
| Мудуфлу или Мудофло или Кудуфлу | Κουντουφλού          | Каливия              | Καλύβια               | бивше село в Шарлия на И от Валовища                                                                                           |
| Катрала Тепеси                  | Κατράλα Ταπάτσι      | Хомата               | Χώματα                | възвишение в Шарлия на И от Валовища (1094 m)                                                                                  |
| Яр                              | Γιάρ Λόφος           | Апокриму             | Άπόκρημνου            | |
| Муструк тепе                    | Μουστρούκ Τεπέ       | Диаватон             | Διαβατόν              | възвишение в Шарлия на И от Валовища (534 m)                                                                                   |
| Копачи                          | Κουπατσι             | Скапани              | Σκαπάνη               | възвишение в Шарлия на И от Валовища (946 m)                                                                                   |
| Кара дере                       | Καρά                 | Мавро Рема           | Μαύρο Ρέμα            | река в Шарлия на И от Валовища (Маймуна), ляв приток на Белица                                                                 |
| Канарата Канара                 | Καναράς              | Сфагиу               | Σφαγείου              | чукара и влашки колиби в подножието ѝ в Шарлия на ИСИ от Валовища; от турското kanara, „купчина големи камъни, скалисто място“ |
| Караагач                        | Καραγάτς             | Птелея               | Πτελέα                | местност в Шарлия на ИСИ от Валовища от турското karaağaç, „бряст“                                                             |
| Калдъръм                        | Καλντερίμ            | Лутостроту           | Λιθοστρώτου           | възвишение в Шарлия на СИ от Валовища                                                                                          |
| Селамси                         | Σελαμσί              | Хертисмено           | Χαιρετισμένο          | местност на З от Валовища |
| Черкез махала                   | Τσερκες Μαχλες       | Церкезика            | Τσερκέζικα            | местност на С от Валовища |
| Шарлия                          | Σαρλίγια             | Демени               | Δεμένη                | връх в Шарлия на И от Валовища (1404 m)                                                                                        |
| Сопото                          | Σιωποτον Ντελά Κόρτς | Дасомену             | Δασωμένου             | местност в Шарлия на И от Валовища, С под връх Шарлия (1404 m)                                                                 |
| Аргиров Янтар                   | Άγουρο Γιαντάρι      | Каковатон            | Κακόβατον             | връх в Шарлия на ИСИ от Валовища (1006 m)                                                                                      |
| Сук Чу                          | Σούκ Τσού            | Криовриси            | Κρυοβρυση             | |
| Еленище                         | Έλενίστε             | Еленица              | Ελενίτσα              | |
| Куслу                           | Κουσλού              | Скотинон Рема        | Σκοτεινόν Ρέμα        | река, минаваща през Цървища, ляв приток на Белица                                                                              |
| Лангада или Лангида             | Λαγκίδα              | Ангаторема           | Άγκαθόρεμα            | река на СИ от Валовища, десен приток на Белица                                                                                 |
| Балугана или Алан               | Μπαλούγιαγα          | Литорема             | Λιθορεμα              | река на С от Валовища, минаваща през Герман, десен приток на Белица                                                            |

Сидирокастро е типичен мултикултурен град в Северна Гърция. Жителите му произхождат от различни културни среди – местни гърци македонци, гръкомани, власи, мелнишки гърци, тракийски гърци, малоазийски гърци и дори понтийски гърци от бившия Съветски съюз, заселили се в града през 90-те години на XX век.
Преброявания
- 2001 - 5711 жители
- 2011 - 5177 жители

## Забележителности

### „Свети Димитър“
Скалната църква „Свети Димитър“, известен и като „Света Зона“ е разположен върху стар храм от елинистическата епоха, който в началото на нашата ера е превърнат в християнска църква. В 1939 година на това място е издигнат днешният параклис. В него има смятана за свещена икона от XVIII век на Света Богородица (Света Зона), пренесена от емигрантите от Мелник.

### Топ баир
На северозапад от Валовища е разположен хълмът Топ баир, с красива църква „Преображение Господне“ на върха си, построена по време на Гражданската война от правителствените части. Хълмът се извисява над черкезката и над бившата българска махала Вароша. През османско време от хълма с топовни изстрели са обявявали началото и края на Рамазана, откъдето и идва името му.

### Музей
В града от 1979 година работи Фолклорен и исторически музей.

## Личности
В началото на XX век Валовища е българоезичен град, но жителите му имат българско и гръцко съзнание. От Валовища е видният български педагог, лексикограф и художник Благой Мавров (1897 – 1967). Поетът Димчо Дебелянов е погребан на 3 октомври 1916 в двора на българската църква в Демир Хисар. Подпоручик Дебелянов пада убит в сражение с англичаните на 2 октомври 1916 г., около 10 часа сутринта, близо до Горно Караджово (днес Моноклисия) в Първата световна война. Видни представители на гръцките му жители са археологът Георгиос Сотириадис (1852 – 1942), андартският деец Николаос Гусиос, художничката Зография Барбоглу (р. 1924) и политикът Петрос Моралис (1936 – 1992). През 1945 година в града е роден футболистът Георги Василев (Гочо).